# Charles Mathiesen
Pour les articles homonymes, voir Mathiesen.
Charles Mathiesen, né le 12 février 1911 à Drammen et mort le 7 novembre 1994 dans la même ville, est un patineur de vitesse norvégien notamment champion olympique sur 1 500 mètres en 1936.

## Carrière
Charles Mathiesen remporte deux grandes victoires : il surprend en prenant l'or sur 1 500 mètres aux Jeux olympiques d'hiver de 1936 à Garmisch-Partenkirchen en Allemagne, devant son compatriote Ivar Ballangrud qui gagne les trois autres courses, et il est champion d'Europe en 1938. Il remporte également deux fois l'argent aux championnats d'Europe et deux fois le bronze aux championnats du monde. Mathiesen n'est jamais champion de Norvège mais prend six fois la médaille d'argent, il est donc surnommé l'« éternel second ». Il gagne aussi trois fois le bronze. En 1940, il bat le record du monde du 10 000 mètres avec un temps de 17 min 1 s 5. Il arrête sa carrière après les Jeux olympiques d'hiver de 1948, où il ne termine pas le 5 000 mètres.

## Palmarès
Le tableau suivant indique les médailles obtenues par Charles Mathiesen dans les grandes compétitions :
| Compétition                             | Or             | Argent                        | Bronze         |
| Jeux olympiques d'hiver                 | 1936 (1 500 m) | –                             | –              |
| Championnats du monde toutes épreuves   | –              | –                             | 1938 1939      |
| Championnats d'Europe toutes épreuves   | 1938           | 1936 1939                     | –              |
| Championnats de Norvège toutes épreuves | –              | 1934 1936 1937 1939 1940 1946 | 1935 1938 1948 |

## Records personnels
- 500 mètres : 43 s 2
- 1 500 mètres : 2 min 15 s 6
- 5 000 mètres : 8 min 18 s 7
- 10 000 mètres : 17 min 1 s 5[1]